# Jan Bruzda
Jan Stanisław Bruzda (ur. 19 stycznia 1930 w Krakowie, zm. 13 stycznia 2025) – polski wykładowca akademicki, prof. dr hab.

## Życiorys
W 1954 uzyskał na Politechnice Krakowskiej tytuł inżyniera architekta, w 1956 tytuł magistra nauk technicznych . W 1962 obronił pracę doktorską Problemy zastosowania tworzyw sztucznych do technik malarskich w architekturze. W 1972 uzyskał stopień doktora habilitowanego. W 1994 nadano mu tytuł profesora nauk technicznych.
W latach 1976-1980 był wicedyrektorem Instytutu Historii Architektury i Konserwacji Zabytków PK, od 1982 kierował Zakładem Rysunku, Malarstwa i Rzeźby.
W 1976 został odznaczony Złotym Krzyżem Zasługi, w 1995 Medalem Komisji Edukacji Narodowej, w 1998 Krzyżem Kawalerskim Orderu Odrodzenia Polski.
Jego żoną była prof. Maria Łuczyńska-Bruzda. Para była małżeństwem przez ponad 66 lat.  Oboje zmarli tego samego dnia - w poniedziałek, 13 stycznia 2025 roku i 17  stycznia tego samego roku zostali pochowani na Cmentarzu Salwatorskim.

## Wybrana bibliografia autorska
- Dąbie: witraże 600 lecia (A-7. Samodzielny Zakład Rysunku, Malarstwa i Rzeźby, Kraków, 1993; ISBN:839009716)
- Szkice perspektywiczne w architekturze (Państwowe Wydawnictwo Naukowe, Kraków, 1971)
- Tworzywa sztuczne w plastyce (Wydawnictwo „Arkady”, Warszawa, 1973) wspólnie z Kazimierzem Dziedzicem